# كلايتون روسون
كلايتون روسون (بالإنجليزية: Clayton Rawson)‏ (15 أغسطس 1906، إليريا في الولايات المتحدة - 1971، مامارونيك في الولايات المتحدة)؛ كاتِب، سيناريست، رسام توضيحي وروائي أمريكي. درس في جامعة ولاية أوهايو.

## روابط خارجية
- كلايتون روسون على موقع IMDb (الإنجليزية)